# Scheidel (Burscheid)
Scheidel (luxemburgisch Scheedelⓘ) ist eine Ortschaft in der Gemeinde Burscheid, Kanton Diekirch, im Großherzogtum Luxemburg.

## Lage
Scheidel ist von Wäldern umgeben und über die CR 349 an das Straßennetz angebunden. Nachbarorte sind im Norden Kehmen und im Süden Welscheid.

## Allgemeines
Scheidel ist eines der kleinsten Dörfer in der Gemeinde. Im Ort hat der Maler Théophile Steffen sein Atelier. Einzige Sehenswürdigkeit ist die im Ort stehende 1862 erbaute Kapelle Mater Dolorosa, sie gehört zur Pfarrei Burscheid.